# براندي (نهر)

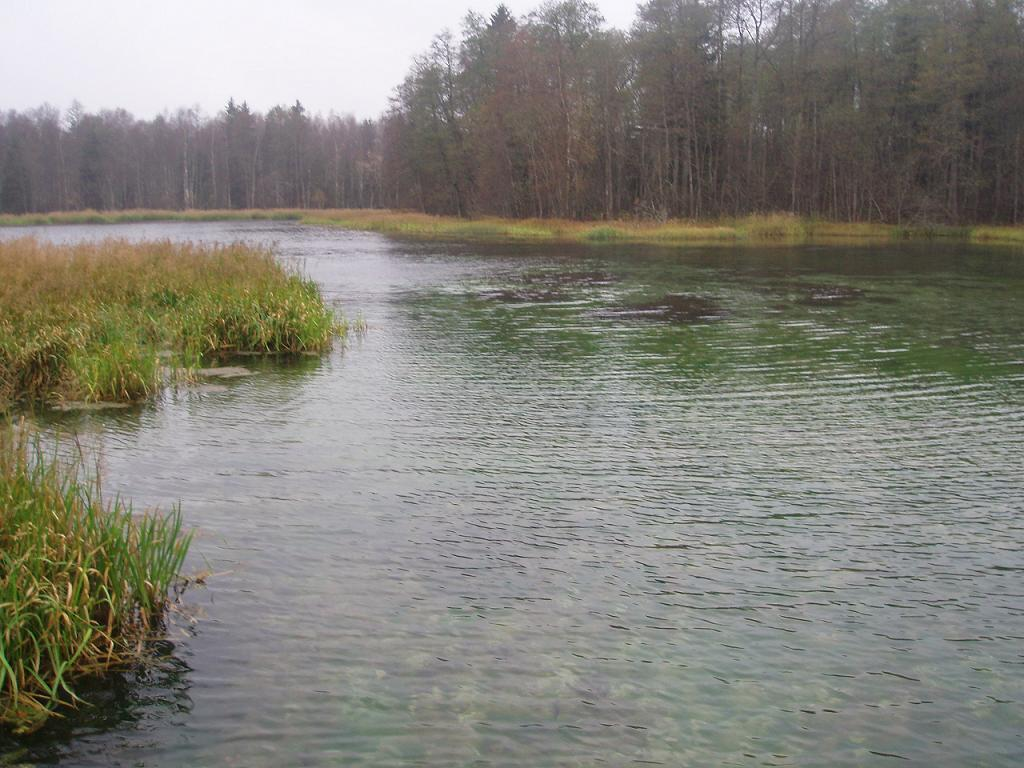
منبع النهر من براندي ليكايرف

براندي هو نهر طويل يبلغ طوله 25 كيلومتر (16 ميل) في مقاطعة يارفا في إستونيا. ينبع من براندي ليكايرف في قرية كويغي باريش. وهو الرافد الأيسر من نهر بارنو إلى الذي يتدفق بالقربسارفيري في فيليتا. مساحة حوض النهر هي 285 كيلومتر مربع.